# Итоговый турнир WTA 2004 — парный турнир
Парный турнир в рамках итогового соревнования WTA 2004 проведён в 29-й раз. В соревновании приняли участие 4 пары, отобранные на соревнование по итогам сезона.
 Надежда Петрова /  Меган Шонесси — победители итогового турнира

## Сетка
|  | Полуфиналы                           | Полуфиналы                           | Полуфиналы                           | Полуфиналы                           | Полуфиналы                           | Полуфиналы                           | Полуфиналы                           | Полуфиналы                           | Полуфиналы | Полуфиналы |                        |                        | Финал                         | Финал                         | Финал                         | Финал                         | Финал                         | Финал                         | Финал                         | Финал                         | Финал | Финал |
|  |                                      |                                      |                                      |                                      |                                      |                                      |                                      |                                      |            |            |                        |                        |                               |                               |                               |                               |                               |                               |                               |                               |       |       |
|  | Кара Блэк Ренне Стаббс               | Кара Блэк Ренне Стаббс               | Кара Блэк Ренне Стаббс               | Кара Блэк Ренне Стаббс               | Кара Блэк Ренне Стаббс               | Кара Блэк Ренне Стаббс               | Кара Блэк Ренне Стаббс               | Кара Блэк Ренне Стаббс               | 7          | 6          |                        |                        |                               |                               |                               |                               |                               |                               |                               |                               |       |       |
|  | Кара Блэк Ренне Стаббс               | Кара Блэк Ренне Стаббс               | Кара Блэк Ренне Стаббс               | Кара Блэк Ренне Стаббс               | Кара Блэк Ренне Стаббс               | Кара Блэк Ренне Стаббс               | Кара Блэк Ренне Стаббс               | Кара Блэк Ренне Стаббс               | 7          | 6          |                        |                        |                               |                               |                               |                               |                               |                               |                               |                               |       |       |
|  | Вирхиния Руано Паскуаль Паула Суарес | Вирхиния Руано Паскуаль Паула Суарес | Вирхиния Руано Паскуаль Паула Суарес | Вирхиния Руано Паскуаль Паула Суарес | Вирхиния Руано Паскуаль Паула Суарес | Вирхиния Руано Паскуаль Паула Суарес | Вирхиния Руано Паскуаль Паула Суарес | Вирхиния Руано Паскуаль Паула Суарес | 69         | 4          |                        |                        |                               |                               |                               |                               |                               |                               |                               |                               |       |       |
|  |                                      |                                      |                                      |                                      |                                      |                                      |                                      |                                      |            |            | Кара Блэк Ренне Стаббс | Кара Блэк Ренне Стаббс | Кара Блэк Ренне Стаббс        | Кара Блэк Ренне Стаббс        | Кара Блэк Ренне Стаббс        | Кара Блэк Ренне Стаббс        | Кара Блэк Ренне Стаббс        | Кара Блэк Ренне Стаббс        | 5                             | 2                             |       |       |
|  |                                      |                                      |                                      |                                      |                                      |                                      |                                      |                                      |            |            | Кара Блэк Ренне Стаббс | Кара Блэк Ренне Стаббс | Кара Блэк Ренне Стаббс        | Кара Блэк Ренне Стаббс        | Кара Блэк Ренне Стаббс        | Кара Блэк Ренне Стаббс        | Кара Блэк Ренне Стаббс        | Кара Блэк Ренне Стаббс        | 5                             | 2                             |       |       |
|  |                                      |                                      |                                      |                                      |                                      |                                      |                                      |                                      |            |            |                        |                        | Надежда Петрова Меган Шонесси | Надежда Петрова Меган Шонесси | Надежда Петрова Меган Шонесси | Надежда Петрова Меган Шонесси | Надежда Петрова Меган Шонесси | Надежда Петрова Меган Шонесси | Надежда Петрова Меган Шонесси | Надежда Петрова Меган Шонесси | 7     | 6     |
|  | Надежда Петрова Меган Шонесси        | Надежда Петрова Меган Шонесси        | Надежда Петрова Меган Шонесси        | Надежда Петрова Меган Шонесси        | Надежда Петрова Меган Шонесси        | Надежда Петрова Меган Шонесси        | Надежда Петрова Меган Шонесси        | Надежда Петрова Меган Шонесси        | 6          | 6          |                        |                        | Надежда Петрова Меган Шонесси | Надежда Петрова Меган Шонесси | Надежда Петрова Меган Шонесси | Надежда Петрова Меган Шонесси | Надежда Петрова Меган Шонесси | Надежда Петрова Меган Шонесси | Надежда Петрова Меган Шонесси | Надежда Петрова Меган Шонесси | 7     | 6     |
|  | Надежда Петрова Меган Шонесси        | Надежда Петрова Меган Шонесси        | Надежда Петрова Меган Шонесси        | Надежда Петрова Меган Шонесси        | Надежда Петрова Меган Шонесси        | Надежда Петрова Меган Шонесси        | Надежда Петрова Меган Шонесси        | Надежда Петрова Меган Шонесси        | 6          | 6          |                        |                        |                               |                               |                               |                               |                               |                               |                               |                               |       |       |
|  | Светлана Кузнецова Елена Лиховцева   | Светлана Кузнецова Елена Лиховцева   | Светлана Кузнецова Елена Лиховцева   | Светлана Кузнецова Елена Лиховцева   | Светлана Кузнецова Елена Лиховцева   | Светлана Кузнецова Елена Лиховцева   | Светлана Кузнецова Елена Лиховцева   | Светлана Кузнецова Елена Лиховцева   | 3          | 2          |                        |                        |                               |                               |                               |                               |                               |                               |                               |                               |       |       |
|  | Светлана Кузнецова Елена Лиховцева   | Светлана Кузнецова Елена Лиховцева   | Светлана Кузнецова Елена Лиховцева   | Светлана Кузнецова Елена Лиховцева   | Светлана Кузнецова Елена Лиховцева   | Светлана Кузнецова Елена Лиховцева   | Светлана Кузнецова Елена Лиховцева   | Светлана Кузнецова Елена Лиховцева   | 3          | 2          |                        |                        |                               |                               |                               |                               |                               |                               |                               |                               |       |       |
|  |                                      |                                      |                                      |                                      |                                      |                                      |                                      |                                      |            |            |                        |                        |                               |                               |                               |                               |                               |                               |                               |                               |       |       |